# Eugène Gabriel Billaudeau
Eugène Gabriel Billaudeau (9. května 1882 Thénezay – 1953 Toronto) byl francouzský pedagog, ředitel Berlitzovy školy (Berlitz School) a propagátor francouzské kultury na Moravě. V letech 1913–1948 vyučoval francouzštinu na německé, později české technice v Brně, krátce také na Filozofické fakultě Masarykovy univerzity. Byl autorem učebnic, konverzačních příruček a výukových materiálů, které vydával společně s manželkou Jarmilou, v menší míře se věnoval němčině. V době od 17. října 1914 do 17. února 1915 byl vězněn na Špilberku a ve Vídni.

## Život

### Z Francie do Rakousko–Uherska (1882–1914)
Narodil se 9. května 1882 v Thénezay, departementu Deux Sèvres, v regionu Poitou-Charentes (Nová Akvitánie) jako jediný syn Gabriela Billaudeaua (1851–?) a Eugénie Philomèny, roz. Aubourgové (1858–1905). Rodina žila od roku 1902 v Louinu, otec se živil výrobou a prodejem dřeváků. Po maturitě a dvouletém vysokoškolském studiu se stal učitelem. Působil v letech 1902–1903 jako suplent na reálkách v Saintes, Saint-Jean d’Angély a Parthenay. V lednu 1902 byl povolán do armády. Byl vyšší postavy (1,74 m), měl oválný obličej pravidelných rysů, hnědé vlasy, kaštanově hnědé oči a byl silně krátkozraký (více než 6 dioptrií). Patrně proto, aby se vyhnul vojenské službě, opustil Francii a nedostavil se ani k mobilizaci dne 1. srpna 1914. V armádním matričním záznamu jsou uvedena místa jeho pobytů v cizině: Praha (22. únor 1904), Brno (11. březen 1913 a 24. červen 1920 na adrese Běhounská 4/6).
V Brně byl Eugene Billaudeau ředitelem Berlitzovy školy a v roce 1914 byl přijat jako učitel francouzštiny na Vysoké učení technické (VUT).  Dne 13. května 1913 se oženil s Jarmilou Judith Henriette Frenzlovou (nar. 26. srpna 1881), dcerou Christofa Frenzla a Boženy, roz. Matiasko. Manželé žili v Brně, Rennweg 4 (Mendelovo náměstí), kde se jim 21. února 1914 narodil jediný syn René Marcel Gabriel. Křest se konal 7. března 1914 v evangelickém kostele Christus-Kirche (dnes Červený kostel). Kmotr z otcovy strany, Gabriel Billaudeau ze Saint Louis (Francie), nebyl přítomen, a tak ho zastupoval Eugène Hammer z Chotěboře (Čechy). Kmotrou z matčiny strany byla Božena Frenzlová, vdova po pražském vrchním inspektorovi (Bubeneč). Členové obou rodin byli evangelického augsburského vyznání. V rodném listě dítěte je zmíněn oddací list rodičů vydaný Maďarským královským matričním úřadem v Nagyszombatu (Trnava), Prešpurská župa (Bratislava).
Po vypuknutí 1. světové války byl Eugène Billaudeau dne 17. října 1914 na základě udání zatčen a obviněn z urážky majestátu. Byl uvězněn na Špilberku a později převezen do Vídně, kde se konal soud. Pro nedostatek důkazů byl 17. února 1915 propuštěn na svobodu. Své zážitky z rakouských žalářů popsal v autobiografické próze „Au Špilberk et à Vienne (1914–1915)“, kterou vydal vlastním nákladem v Brně. Jde o zajímavé svědectví bystrého pozorovatele a ironického komentátora poměrů v mnohonárodnostním Rakousko-Uhersku na počátku první světové války. Kniha obsahuje rovněž detaily z autorova osobního života.

### Působení v Brně (1914–1948)
Jako ředitel jazykové školy Berlitz se věnoval výuce a propagaci francouzského jazyka na různých typech škol, včetně výuky soukromé. Od 1. září 1914 působil na jako lektor francouzštiny na německé, později české technice v Brně, v letech 1945–1948 také na Filozofické fakultě Masarykovy univerzity. V duchu moderních směrů v cizojazyčné výuce a dobových výzev dvou světových válek se zaměřil na psaní gramatik a konverzačních příruček pro výuku praktického jazyka. Udržoval kontakty s brněnskými legionáři a představiteli československého protifašistického odboje Vojtěchem Lužou a Bonifácem Káňou, kteří studovali na brněnské technice, byli legionáři a zastávali vysoké funkce v prvorepublikové Československé armádě.

#### Rozvíjení česko-francouzských vztahů
Vojtěch Boris Luža (1891–1944) a Bonifác Káňa (1893-1941) patřili mezi dvěma válkami k nejbližším přátelům Billaudeauvých. Oba studovali na VUT. Studium museli studium přerušit po vypuknutí první světové války. Narukovali na východní frontu, kde padli do zajetí, dobrovolně se přihlásili do srbské armády a posléze vstoupili do Československých legií. V mnoha bitvách prokázali odvahu i hrdinství, získali významná ocenění za statečnost a byli povýšeni do důstojnických hodností. Po vzniku Československé republiky absolvovali kurz pro důstojníky generálního štábu (1920–1921) a studovali na válečné škole v Praze (1922–1923).
Vojtěch Boris Luža  (1981–1944) vystudoval českou vyšší reálku v Uherském Brodě a po maturitě 30. srpna 1908 pokračoval ve studiu eletroinženýrství na ČVUT v Brně (1909–1914). V listopadu 1914 odešel na ruskou frontu a v srpnu 1915 padl do zajetí. V zajateckém táboře Veněv (Tulská gubernie) přestoupil k pravoslaví a přijal jméno Boris. Účastnil se bojů 1. srbské dobrovolnické divize v Dobrudži a na vlastní žádost přešel 16. ledna 1917 do Československých legií, kde byl zařazen jako důstojník ke 2. čsl. střeleckému pluku. Účastnil se bitvy u Zborova, bojů u Marjanovky, Kazaně, Čeljabinsku, až do návratu do ČSR 22. dubna 1920 lodním transportem na lodi Madawaska.
Za první republiky vystřídal řadu míst a různých velitelských pozic a získal řadu vyznamenání a ocenění. Od 30. listopadu 1937 do likvidace československé armády v létě 1939 byl Zemským vojenským velitelem v Brně. Po propuštění ze svazku československé branné moci v hodnosti divizního generála byl u Zemského úřadu v Brně zaměstnán jako zástupce zemského přednosty technické služby pro Moravu a v roce 1941 odešel na vlastní žádost do výslužby. Od počátku okupace zapojen do odboje a spolupracoval s divizním generálem Aloisem Eliášem, po jehož zatčení odešel 29. září 1941 do ilegality. Od října 1942 spolupracoval s kapitánem generálního štábu Josefem Robotkou a kapitánem generálního štábu Karlem Štainerem-Veselým a profesorem Josefem Grňou. Společně vybudovali na troskách odbojových organizací Obrana národa a Petiční výbor Věrni zůstaneme organizaci Jaro. Ta se v létě 1944 sloučila s organizací Avala Josefa Císaře a vytvořila sjednocenou Radu tří (R3), jejímiž představiteli byli Grňa, Luža, Císař. Při přestřelce s protektorátními četníky byl 2. října 1944 v hostinci v obci Hřiště u Přibyslavi zastřelen.
Bonifác Káňa (1893–1941) studoval na ČVUT v Brně elektrotechniku v letech 1911–1914. V srpnu 1914 nastoupil jako jednoroční dobrovolník k zeměbraneckému pluku č. 8 v Praze, v únoru 1915 úspěšně ukončil studium na důstojnické škole v Praze a byl jmenován velitelem čety u svého pluku. V květnu odjel na východoevropské bojiště, 6. srpna 1915 byl zajat u Lubartowa, poté vstoupil do Srbské dobrovolnické divize a na rumunské frontě se účastnil bojů u Dobruži, Tenidereši a Kokardži. Byl vyznamenán ruským řádem Sv. Anny III. stupně, rumunskou medailí Milana Obiliče Za statečnost, Pamětní medailí na osvobození a sjednocení Království Srbů, Chorvatů a Slovinců a Pamětním válečným křížem 1916–1918. Na jaře 1917 přešel k Československé armádě a stal se velitelem pěší čety u 2. střeleckého pluku Jiřího z Poděbrad. Účastnil se bitvy u Zborova. V roce 1919 byl vyznamenán ruským Řádem Svatého Vladimíra 4. třídy s meči a mašlí a Československým Řádem Sokola s meči.
V září 1920 až srpnu 1921 absolvoval kurz pro důstojníky generálního štábu a byl zařazen na velitelství Divize 6 v Brně. Od listopadu 1921 do září 1923 pokračoval ve studiu na Válečné škole v Praze. V říjnu 1928 se stal velitelem praporu Pěšího pluku 10 v Brně. V této době se oženil s Boženou Trojanovou, roz. Frenclovou (21. května 1902 Brno), která byla zubní lékařkou. Sňatek se konal 21. června 1928 v Brně (Městská rada) a manželé Billaudeau jsou uvedeni jako svědci. Nevěsta byla s největší pravděpodobností neteří Jarmily Billaudeau. Oba manželé patřili do úzkého kruhu přátel kolem generála Luži, se kterými se připravovali na nadcházející okupaci a práci v odboji. Generál Káňa byl zajat gestapem a v roce 1941 na následky mučení při výsleších zemřel. Jeho žena pokračovala v odbojové činnosti až do masového zatýkáni po smrti Reinharda Heydricha. Poté pomáhala rodině generála Luži a dalším rodinám odbojářů, skrývala manželku generála Luži a až do jeho smrti působila jako spojka s Radou Tří. Po velkém narušení organizace Obrana národa se zapojila do odbojové organizace Petiční výbor Věrni zůstaneme a jako spojka mezi brněnskými odbojovými organizacemi zastoupenými generálem Lužou a pražskými organizacemi byla napojena přímo na generála Eliáše. Po převratu v roce 1948 byla přinucena Státní bezpečností k výpovědím proti Radomíru Lužovi a po jeho emigraci byla sama zatčena a uvězněna. V pardubické věznici v rámci svého trestu poskytovala ostatním odsouzeným zubní péči. Zemřela bezdětná v Brně dne 28. října 1967.

### Emigrace do Kanady (1948–1953)
Billaudovi opustili Československo po únoru 1948. Syn René zůstal ve Francii (Laval v departementu Mayenne), kde zemřel 21. listopadu 2009 ve věku 95 let. Rodiče emigrovali do Kanady (Ontario), kde našli společné místo posledního odpočinku na hřbitově v Torontu, o čemž svědčí náhrobní kámen se jmény a daty a devisou „In loving memory“.